# Equisetum variegatum
Espèce
Equisetum variegatum, la prêle panachée, est une espèce de plantes de la famille des Equisetaceae.